# Grupo Falabella
Sociedad Anónima Comercial Industrial (S.A.C.I) Falabella, conocido también como Grupo Falabella, es un consorcio empresarial multinacional chileno, de propiedad de la familia Solari, con operaciones en Chile, Argentina, Brasil, Colombia, México, Perú y Uruguay. Opera principalmente en el rubro minorista y en el retail. 
Su marcas principales son la tienda por departamentos homónima, Falabella, la tienda de mejoramiento del hogar y construcción Sodimac, la cadena de hipermercados Tottus y la tarjeta de crédito CMR Falabella. El grupo posee más de 35 millones de clientes y da trabajo a más de 80 000 personas en la región.

## Historia

### Inicios

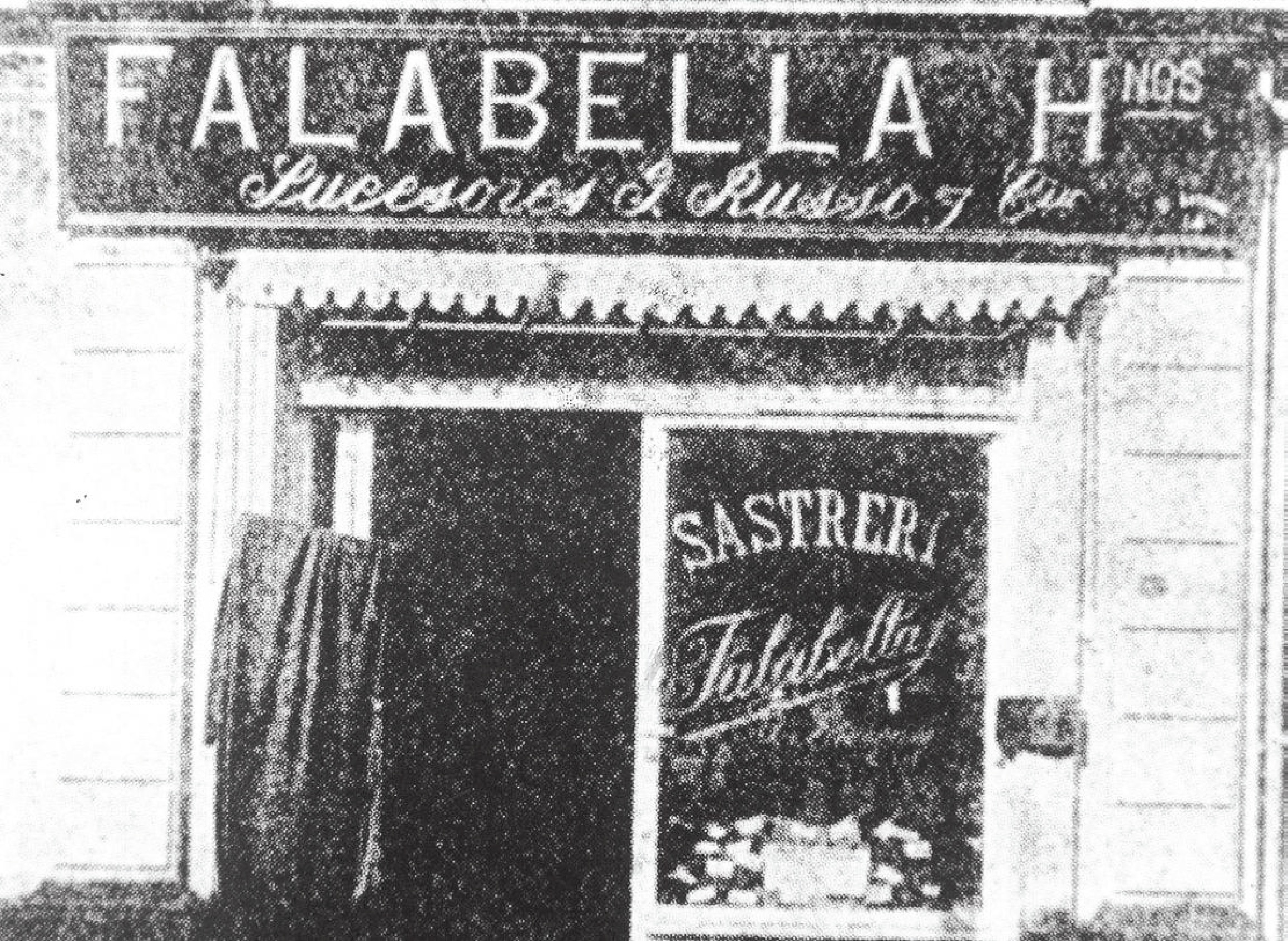
Primera tienda Falabella en Santiago de Chile.

La historia de Falabella nace en 1889, cuando el inmigrante italiano Salvatore Falabella funda la sastrería Falabella, en la calle Ahumada 88, en el centro de Santiago de Chile. Sus hijos, los hermanos Arnaldo y Roberto Falabella, seguirían con el control de la empresa en la década de 1920. En los años 1930, Eliana Falabella, hija de Arnaldo, propone diversificar la oferta de productos agregando vestuario femenino y artículos del hogar.En 1937, se incorpora a la empresa Alberto Solari, quien fuese esposo de Eliana, impulsando lo que sería la primera tienda por departamentos de Chile, convirtiéndola en 1958 en la primera tienda por departamentos del país.
En 1962, se inaugura su primera tienda fuera de Santiago, en la ciudad de Concepción.
El 23 de mayo de 1979 se lanza al mercado la tarjeta CMR Falabella, y en 1983 se instala en el primer centro comercial de Chile, el Mall Parque Arauco.

### Expansión internacional

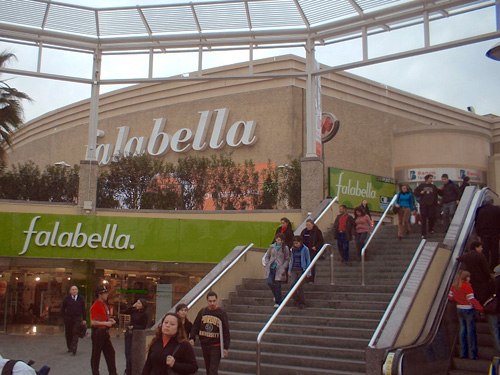
Tenda Falabella del Mall Plaza Vespucio, La Florida, Santiago

En 1990 se fundó la cadena Mallplaza, que inauguró su primer centro comercial, Mall Plaza Vespucio en agosto de 1990. Una de sus tiendas anclas fue Falabella, junto con la desaparecida Muricy.
En esta misma década comenzó su expansión internacional; llegó a Argentina en 1993 y a Perú en 1995 —en este último caso, tras la adquisición de Sociedad Andina de los Grandes Almacenes, SAGA, pasando a llamarse Saga Falabella, nombre que se conservó hasta 2018 cuando pasó a denominarse simplemente "Falabella"—. También en estos países se introdujo la tarjeta CMR.
En 1996, debutó en la Bolsa de Comercio de Santiago y se transforma en una sociedad anónima. En 1997, se crearon la agencia de turismo Viajes Falabella y la compañía aseguradora Seguros Falabella. Este mismo año, nació una alianza con la cadena de mejoramiento del hogar estadounidense The Home Depot, para instalar locales de la cadena en Chile. En 1998 comenzó a operar en Chile el Banco Falabella, a través de la compra de la franquicia del ING Bank Chile. Adicionalmente, al año siguiente adquirió el 20% de Farmacias Ahumada (que tiene presencia en Chile, México y Perú). Su parte fue vendida en 2010.

### sigloXXI
En octubre de 2001, Falabella compra la parte de las operaciones de The Home Depot en Chile, lo que hace que la cadena estadounidense abandone Sudamérica, tras también haber estado en Argentina. El holding crea su propia cadena de mejoramiento del hogar y construcción, Home Store. 
En 2002 se funda en Perú la cadena de hipermercados Tottus. 
En julio de 2003, se anuncia que Falabella se fusionaría comercialmente con la cadena de mejoramiento del hogar Sodimac. Los locales de Home Store se incorporan a esta última cadena. Esto también permite a Sodimac expandirse internacionalmente a Perú en 2004, a Argentina en 2008; sumándose a la presencia que ya tenía en Colombia desde 1993. 
En 2004, se adquiere la cadena chilena de supermercados San Francisco a la familia Leyton. Al año siguiente, se introduce Tottus a Chile y los locales de San Francisco pasan a ser Tottus. 
En 2006, Falabella inaugura su primera tienda en Colombia.
El 17 de mayo de 2007, Falabella acuerda su fusión con D&S para formar la compañía de retail más grande de Chile, pero un fallo del Tribunal de Defensa de la Libre Competencia del 31 de enero de 2008 rechazó la operación, dando como argumentos fundamentales el que de concretarse, la fusión produciría un enorme cambio en la estructura de mercado, creándose una empresa que sería el actor dominante en el retail integrado y todos sus segmentos y una disminución sustancial y duradera en las condiciones de competencia del mercado que iría en perjuicio de los consumidores. El mismo año el Banco Falabella inicia operaciones en el Perú, y a su vez, el grupo adquiere el 60% de la ferretera más grande de Chile, Imperial. Además, se crea Mall Aventura Plaza en Perú en conjunto con Ripley.

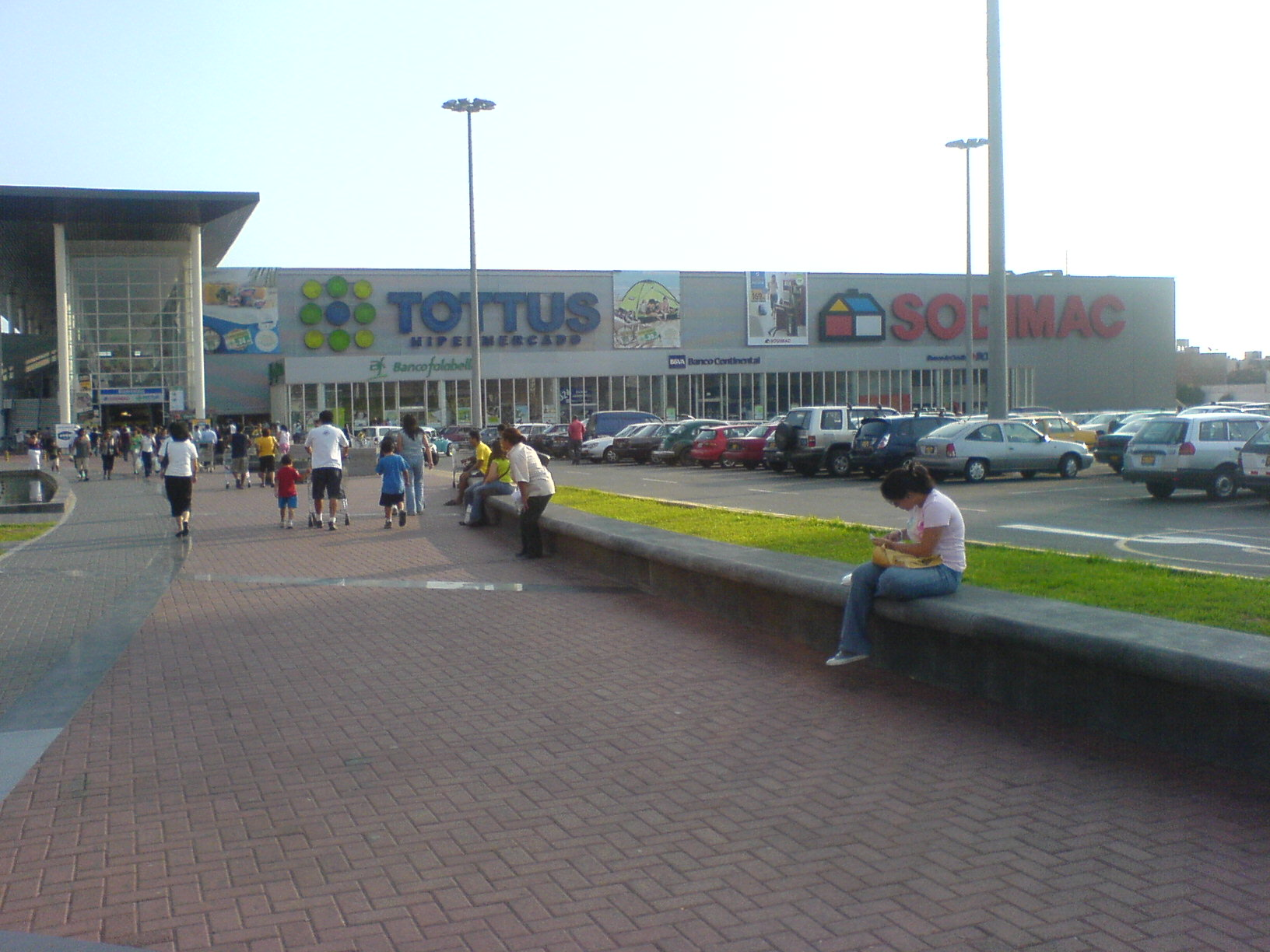
Tottus y Sodimac en el Distrito de San Miguel, Lima.

En 2009, se lanza la cadena de muebles y artículos y decoración Homy.
En 2011, se lanza Banco Falabella en Colombia. Al año siguiente, el grupo inaugura el primer Mall Plaza en el país.
En 2012, la Subtel acepta la solicitud hecha por Falabella para convertirse en Operador Móvil Virtual inaugurando durante el primer trimestre de 2012 dicho servicio, que se llamó Móvil Falabella. Móvil Falabella cerró sus operaciones en 2018.
En 2013, Falabella ingresó a la propiedad de las tiendas brasileñas Dicico, que opera en el Estado de São Paulo. En 2018, Falabella alcanzaría el 100% de la participación en la filial brasilera.
En 2014 adquiere la cadena peruana de retail de construcción Maestro y lanza la Hiperbodega Precio Uno en el mismo país. 
En marzo de 2015, se inaugura la primera tienda Sodimac en Uruguay, y en junio del mismo año en Brasil. 
En 2016 en Perú, se dividen los activos de los centros comerciales de la cadena Mallplaza, siendo la parte homónima la de Falabella y la otra parte correspondiente a Ripley, que pasa a llamarse Mall Aventura. Ese mismo año, Falabella formó alianzas con la mexicana Organización Soriana con tal de iniciar la emisión de Tarjetas de Crédito Falabella-Soriana y la creación conjunta de tiendas Sodimac en México. El acuerdo da a Soriana y a Falabella un control igualitario 50-50 de la filial mexicana de Sodimac. La primera tienda abrió el 3 de agosto de 2018 en el municipio de Cuautitlán Izcalli, Estado de México en la zona metropolitana del valle de México, al lado de un supermercado Mega Soriana.
En mayo de 2018, Falabella inició conversaciones con Ikea para la instalación de tiendas de la cadena sueca en Chile, Perú y Colombia en los próximos años. Esto supone una inversión de US$600 millones e implicó el cierre de las tiendas Homy, aunque la marca seguirá siendo usada por Sodimac.
En agosto de 2018, adquiere el 100% de las acciones del Marketplace Linio para así acelerar su estrategia de omnicanalidad y comercio electrónico. Con esta compra Falabella gana un lugar importante en el comercio en línea mexicano, pues es el mercado más importante para Linio. En enero de 2019, se anuncia el cierre de Linio en Ecuador y Panamá con el objetivo de enfocar esfuerzos en los países donde tiene capacidades estratégicas para mejorar la propuesta de valor de su plataforma de mercado.
En 2021, se anuncia el cierre de Falabella en Argentina para el 6 de abril del mismo año. El comercio electrónico se mantuvo abierto hasta el 31 de mayo.
En agosto de 2021, Falabella relanza en Chile su sitio de comercio electrónico, Falabella.com, ahora con una nueva imagen corporativa independiente de la tienda de retail, un sitio web que integra artículos de todas sus áreas de negocio y permitiendo que emprendedores y marcas independientes puedan vender sus productos mediante el sitio. Al año siguiente, el marketplace se relanza en Perú.
El 10 de agosto de 2022, el grupo inaugura la primera franquicia de IKEA de Chile y Sudamérica en el centro comercial Open Kennedy, en Las Condes, Santiago y el 14 de diciembre del mismo año se inaugura el segundo IKEA en el Mall Plaza Oeste. Es la segunda tienda de IKEA de Chile y Sudamérica, y la primera más grande de Sudamérica con más de 25.000 metros cuadrados. En 2023 se aperturó en Bogotá y también están contempladas aperturas en Perú.
En 2025, Mallplaza adquirió Open Plaza, Mallplaza Perú apuesta por tener zonas gastronómicas, y nuevas marcas, traspasando Open Plaza Angamos en Surquillo, Open Plaza Piura y Open Plaza Huancayo a Mallplaza y próximamente Open Plaza en Chiclayo y Huánuco a Mallplaza.

## Propiedad
El control del grupo se ejerce a través de un pacto de accionistas que representa el 70% de la propiedad de la compañía.
Los accionistas que ejercen el control de la compañía son:
- Grupo Auguri, vinculado a María Cecilia Karlezi Solari.
- Bethia, relacionado con Liliana Solari y Carlos Heller, entre otros.
- Corso, de la familia Cortés Solari y Solari Falabella.
- San Vitto, perteneciente a la familia Solari Donaggio.
- Liguria, controlada por Juan Cúneo Solari y sus hijos.
- Grupo Amalfi, controlada por Sergio Cardone e Inés Fantuzzi.
- Dersa, perteneciente a la familia Del Río.

## Unidades de negocio
Las actuales unidades de negocio del Grupo Falabella son las siguientes (no todas las marcas ni filiales están en todos los países):
- Falabella, tienda por departamentos en Chile, Perú y Colombia.
- Falabella Financiero: negocio de servicios financieros a través de Banco Falabella en Chile, Perú y Colombia.
- Supermercados e hipermercados Tottus, Precio Uno y Tottus Vecino en Chile y Perú.
- Tiendas para el equipamiento y mejoramiento del hogar Sodimac Homecenter, Sodimac Constructor, Homy, Homecenter Sodimac Corona, Imperial (60%), Dicico, Maestro, Constructor Sodimac Corona, Crate&Barrel y Sodimac Dicico, con presencia en Chile, Perú, Colombia, México, Argentina, Uruguay y Brasil.
- IKSO (asociación con Inter IKEA Holding para el uso de franquicia y operación de locales bajo la marca IKEA)
- Falabella.com SpA: dedicada exclusivamente al comercio electrónico en Chile, Perú y Colombia.
- Falabella Inmobiliario, inversiones inmobiliarias en centros comerciales (50% de Mallplaza, 45% en Plaza Vespucio, y Open Plaza (ambos en Chile) y 100% de Malls del Perú en Perú).
- Supermercados Makro en Colombia.
- Tarjeta de crédito CMR Falabella.
- Apertura de su agencia de turismo, Viajes Falabella. Actualmente la empresa cuenta con más de 37 sucursales a lo largo de Chile y sucursales en Perú, Colombia y Argentina.
- Seguros Falabella, aseguradores y corredores de seguros, con presencia en Chile, Perú, Colombia y Argentina.
- Linio, marketplace en línea, con presencia en Chile, Perú, Colombia, Argentina y México.

## Afiliaciones
- Autoservicios La Canasta en Sogamoso, Duitama y Bucaramanga Afiliada a Falabella.